# 邁阿密四季酒店
邁阿密四季酒店（Four Seasons Hotel and Tower）是美國邁阿密的一座摩天大樓，位於邁阿密市中心的金融區。邁阿密四季酒店共有70層，高789英尺（240），2003年竣工時是邁阿密最高的建築物，也是佛羅里達州最高的建築物，直到2018年被環景大樓超越。

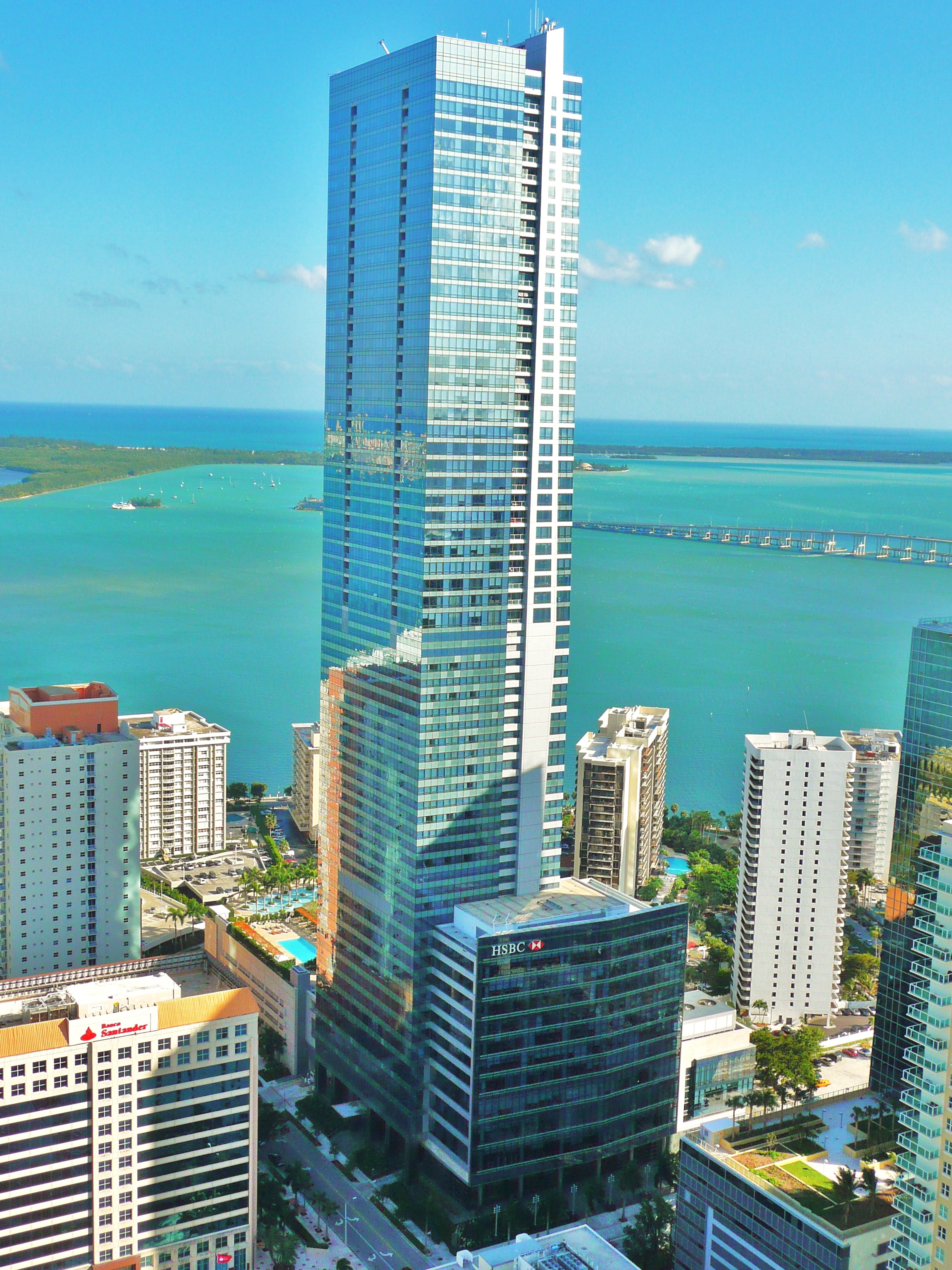
邁阿密四季酒店

## 外部連結
- Official site （页面存档备份，存于）